# Cinisti
Cinisti is een bestuurslaag in het regentschap Garut van de provincie West-Java, Indonesië. Cinisti telt 4873 inwoners (volkstelling 2010).